# Грейсі Кокрейн
Грейсі Кокрейн (англ. Gracie Cochrane) — британська акторка. Зіграє роль Джіні Візлі в серіалі «Гаррі Поттер» від HBO.

## Біографія та кар'єра
Народилася в Бедфорді, Велика Британія. З раннього віку Кокрейн брала участь у шкільних виставах, зокрема виконувала головну роль у різдвяній постановці. Згодом відвідувала суботній драматичний гурток, а коли дівчинці було 7 років, вона відвідала мюзикл «Крижане серце» у Королівському театрі на Друрі-Лейн; вистава справила на неї сильне враження та зміцнила бажання виступати на сцені.
2021 року Грейсі Кокрейн мала невелику роль у фільмі Кеннета Брани «Белфаст», а 2022 року розпочала сценічну кар'єру, коли з'являлася на сцені в невеликій ролі юної Епоніни в постановці «Знедолені» в театрі міста Мілтон-Кінз.
2024 року брала участь у хорі мюзиклу «Бітлджюс Бітлджюс» Тіма Бертона. Згодом виконувала роль Джеміми Поттс у британському турі мюзиклу «Чих-Чих-Бум-Бум» (сезон 2024—2025). Також грала у художньому фільмі Стіва Макквіна «Blitz».
У квітні 2025 року стало відомо, що Грейсі Кокрейн пройшла кастинг на роль Джіні Візлі у телесеріалі «Гаррі Поттер» виробництва HBO, де зніматиметься разом із Тристаном та Габріелем Гарландами (Фред і Джордж Візлі), Руарі Спунером (Персі Візлі) та Аластером Стаутом (Рон Візлі).

## Творчість та артистизм
Своєю кумиркою Грейсі Кокрейн називає Дженну Ортегу. Улюблений фільм і книга — «Гаррі Поттер і келих вогню».

## Фільмографія
| Рік  |   | Українська назва  | Оригінальна назва       | Роль            |
| ---- | - | ----------------- | ----------------------- | --------------- |
| 2021 | ф | Белфаст           | Belfast                 | –               |
| 2024 | ф | Бітлджюс Бітлджюс | Beetlejuice Beetlejuice | Хористка        |
| 2024 | ф | Бліц              | Blitz                   | Дівчинка в полі |
| 2027 | с | Гаррі Поттер      | Harry Potter            | Джіні Візлі     |

## Нагороди
- Відзнака третього класу за сольну акторську гру від Лондонської академії музичного та драматичного мистецтва (LAMDA)[2].